# RC de Schaerbeek
RC de Schaerbeek was een Belgische voetbalclub uit Schaarbeek. De club was aangesloten bij de KBVB met stamnummer 7201 en had groen als clubkleur.

## Geschiedenis
In 1968 sloot Racing Club de Schaerbeek zich aan bij de Belgische Voetbalbond. De club ging er in de provinciale reeksen spelen met wisselend succes.
Op het eind van de 20ste eeuw en begin van de 21ste eeuw speelde de club afwisselende periodes in Derde en Vierde Provinciale, de laagste provinciale reeksen. Men trof er regelmatig andere Schaarbeekse clubs aan, zoals RUS Albert Schaerbeek en het jongere Kosova Schaerbeek. Vanaf 2007 maakte RC de Schaerbeek een snelle opgang. Na een titel in Vierde Provinciale promoveerde men in 2007 naar Derde Provinciale. Na drie seizoenen werd men ook daar kampioen en zo promoveerde men in 2010 naar Tweede Provinciale. Nog eens twee jaar later behaalde men ook daar de titel en zo stootte men in 2012 door naar Eerste Provinciale, het hoogste provinciale niveau, waar men Crossing Schaerbeek (ontstaan uit RUSAS) aantrof.
RC de Schaerbeek haalde ook in Eerste Provinciale goede resultaten en eindigde er zijn eerste seizoen op een tweede plaats. Men mocht naar de eindronde, maar wist daar geen verdere promotie af te dwingen. Men kon dit goede resultaat niet herhalen en het tweede seizoen eindigde RC de Schaerbeek op een voorlaatste plaats, waardoor men in 2014 weer naar Tweede Provinciale zakte.

## Bekende spelers
- / Soufiane Bidaoui (jeugd)

## Resultaten
| Seizoen | Klasse | Klasse | Klasse | Klasse | Klasse | Klasse | Klasse | Klasse | Klasse | Reeks            | Punten | Opmerkingen                                        |
| | I      | I      | II     | III    | IV     | P.I    | P.II   | P.III  | P.IV   |                  |        |                                                    |
| --- | ------ | ------ | ------ | ------ | ------ | ------ | ------ | ------ | ------ | ---------------- | ------ | -------------------------------------------------- |
| 2004/05 |        |        |        |        |        |        |        | 14     |        | 3de prov. Brab C | 31     |                                                    |
| 2005/06 |        |        |        |        |        |        |        | 11     |        | 4de prov. Brab D | 24     |                                                    |
| 2006/07 |        |        |        |        |        |        |        |        | 1      | 4de prov. Brab D | 76     | kampioen                                           |
| 2007/08 |        |        |        |        |        |        |        | 12     |        | 3de prov. Brab F | 31     |                                                    |
| 2008/09 |        |        |        |        |        |        |        | 12     |        | 3de prov. Brab F | 31     |                                                    |
| 2009/10 |        |        |        |        |        |        |        | 1      |        | 3de prov. Brab F | 63     | kampioen                                           |
| 2010/11 |        |        |        |        |        |        | 4      |        |        | 2de prov. Brab A | 55     |                                                    |
| 2011/12 |        |        |        |        |        |        | 1      |        |        | 2de prov. Brab C | 72     | Kampioen                                           |
| 2012/13 |        |        |        |        |        | 2      |        |        |        | 1ste prov. Brab  | 64     | verloren in eindronde van FC Pepingen (0-1 en 4-1) |
| 2013/14 |        |        |        |        |        | 15     |        |        |        | 1ste prov. Brab  | 11     |                                                    |
| normaal gezien gedegradeerd naar 2de provinciale, maar stamnummer gekocht van SK Terjoden-Welle waardoor men startte in bevordering, nieuwe club heet Football Club Schaerbeek |        |        |        |        |        |        |        |        |        |                  |        |                                                    |